# Tang (bebida)

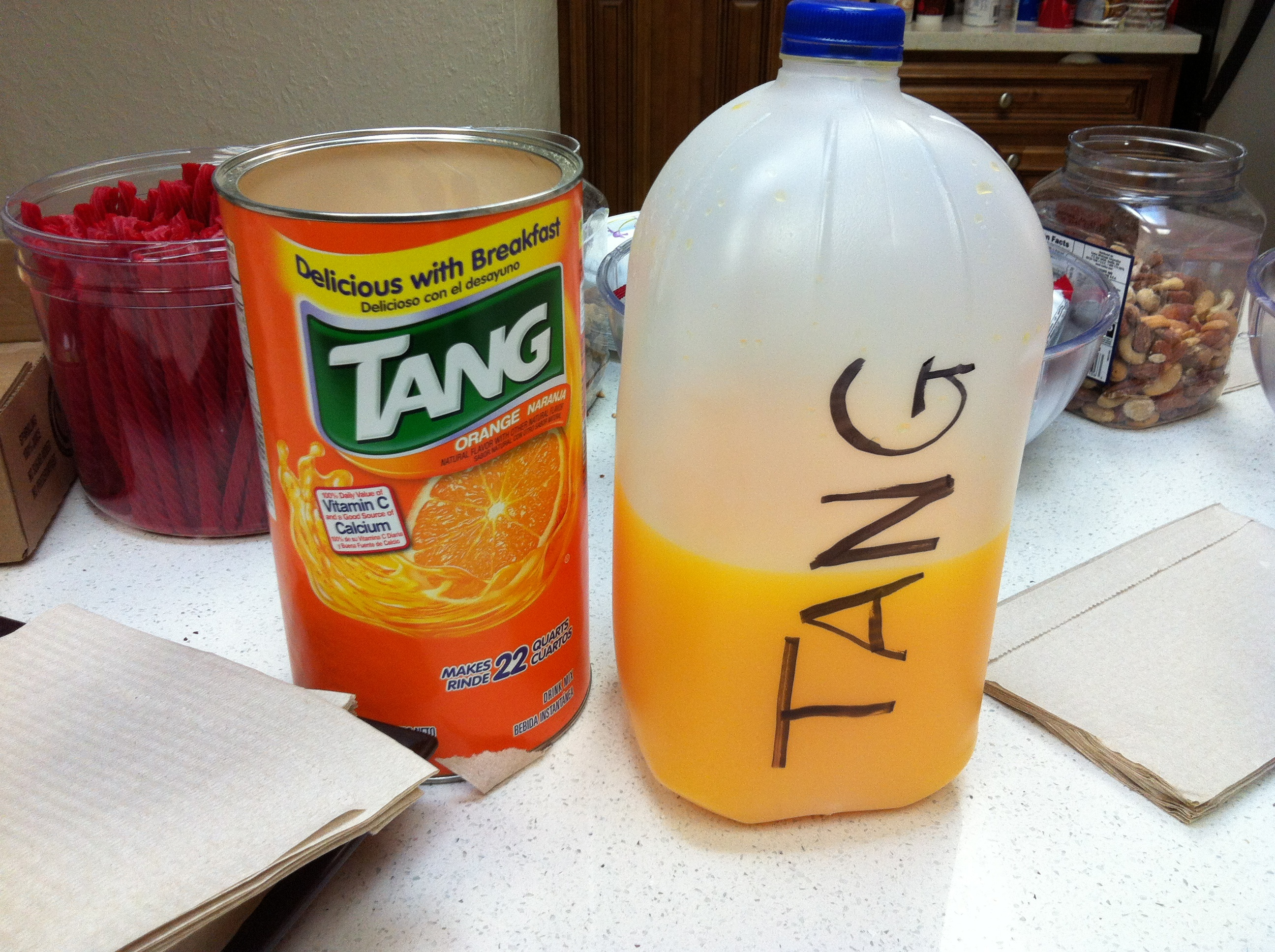
Bebida Tang en una botella

«Tang» es la marca de una mezcla en polvo saborizada para preparar bebidas, que fue formulada por el científico de alimentos de General Foods Corporation William A. Mitchell en 1957 y se comercializó por primera vez en forma de polvo en 1959. La marca Tang es actualmente propiedad de Mondelēz International, una compañía estadounidense de 2012 separada de Kraft Foods Inc.
Las ventas de Tang fueron bajas hasta que la NASA lo usó en el vuelo del Mercury de John Glenn en febrero de 1962 y en las misiones posteriores del Géminis. Desde entonces, ha estado estrechamente asociado con el programa de vuelos espaciales tripulados de los EE. UU. Esto creó la idea errónea de que Tang se inventó para el programa espacial.

## Historia
Tang fue utilizado por los primeros vuelos espaciales tripulados de la NASA. En 1962, cuando el astronauta del Mercury John Glenn realizó experimentos de alimentación en órbita, Tang fue seleccionado para el menú; también se usó durante algunos vuelos del Proyecto Gemini, y también se ha llevado a bordo de numerosas misiones de transbordadores espaciales. Aunque muchas empresas de refrescos enviaron al mercado bebidas enlatadas especialmente diseñadas con la tripulación del STS-51-F, la tripulación prefirió usar Tang, ya que podría mezclarse fácilmente con los contenedores de agua existentes. En 2013, el exastronauta de la NASA Buzz Aldrin manifestó su desagrado a la bebida instantánea durante sus años en activo: «Tang apesta».
El creador de Tang, William A. Mitchell, también inventó Pop Rocks, Cool Whip, una forma de gelatina instantánea y otros alimentos de conveniencia.
Tang es conocido por su publicidad en la década de 1990 y principios de la década de 2000, que presentó a un orangután como un tema recurrente.

## Tang original
Tang se vende en forma de polvo y líquido concentrado. El tamaño de porción sugerido es de dos cucharadas o 31 gramos de Tang con sabor a naranja original en polvo por cada 240 ml de agua. Una sola porción sugerida de Tang contiene 29 gramos de azúcar; 10% RDA de carbohidratos; RDA 100% de vitamina C ; 6% RDA de calcio y tiene un total de 120 calorías (500 kJ ).

## Otras versiones
En 2007, Kraft presentó una nueva versión de Tang que reemplazó la mitad del azúcar con edulcorantes artificiales. El nuevo envase anunciaba "1/2 azúcar de zumo 100%". Los edulcorantes artificiales utilizados en la nueva formulación son sucralosa, acesulfamo de potasio y neotamo. La nueva fórmula es más concentrada y distribuida en contenedores más pequeños, de 360 ml. 
El uso recomendado es dos y media cucharaditas por cada 240ml de agua. La tapa del nuevo recipiente de plástico más pequeño actúa como un vaso medidor que se puede usar para hacer una o dos cantidades de un cuarto de galón, igual que el Tang original.
En diciembre de 2009, la presentación de 360 ml bajo en calorías se suspendió y ya no está disponible en Kraft. 
En 2009, otra versión de Tang surgió en recipientes de 590 ml que producen 5,700 ml de zumo.

## Ventas
Tang ha tenido un inmenso crecimiento económico desde 1957 y se vende en todo el mundo. Ha sido vendido por Mondelez International en 2017; En todo el Medio Oriente, más de la mitad de las ventas anuales de Tang se realizan en solo seis semanas alrededor de Ramadán, donde muchas familias se reúnen para cenar o un evento con una variedad de comida y la bebida Tang. Tang se compra en aproximadamente treinta y cinco países diferentes en todo el mundo y está disponible en una variedad de diferentes sabores dependiendo de dónde se está comprando exactamente. 
En junio de 2011, Kraft Foods anunció que Tang se ha convertido en una marca con ventas de doce mil millones de dólares, cuyas ventas globales casi se duplican desde 2006 y cómo los mercados internacionales de Tang estaban empujando sus ventas. Si bien las ventas de Tang no se acercaron a las de Coca-Cola y otras sodas y vitaminas de agua, aun así obtuvieron buenos ingresos. La marca en 2010 controlaba el 15.6% del mercado internacional de concentrados de polvo, el mejor de su categoría.